# Arapoti
Arapoti é um município do estado do Paraná, no Brasil. Sua população, conforme o censo do IBGE de 2022, é de 25 777 habitantes.

## Topônimo
Arapoti é uma palavra provavelmente de origem tupi-guarani. O município adquiriu seu nome do cacique Arapoti, cuja comunidade, de língua tupi e catequizada pelos jesuítas, constituiu a redução de São Francisco Xavier, às margens do rio Tibaji. De acordo com estudos, o nome do município pode ser classificado como um geomorfotopônimo, já que "Arapoti", traduzido do tupi, significa "Campos-floridos". Contudo, a palavra Arapoty na língua guarani significa "renascimento".

## História
A história do município de Arapoti tem sua origem na histórica Fazenda Jaguariaíva do lendário povoador destas paragens, coronel Luciano Carneiro Lobo, cujos campos eram ocupados por criatórios de gado e serviam como pouso para tropas vindas do Sul, em consequência do tropeirismo no Paraná. O Coronel Luciano Carneiro Lobo adquiriu a fazenda Jaguariaíva em 1795 e em 15 de setembro de 1823 a Fazenda Jaguariaíva foi elevada à categoria de Freguesia.

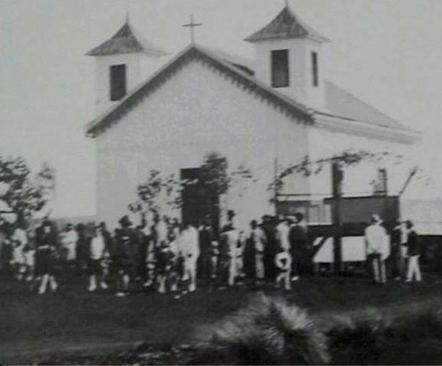
Antiga capela católica de madeira em Arapoti.

Através da Lei Municipal n.º 2, de 8 de outubro de 1908, foi criado o Distrito Judiciário de Cerrado, no município de Jaguariaíva. A localidade de Cerrado foi uma das primeiras a ser povoada no então território do futuro município de Arapoti e teve alavancado seu desenvolvimento a partir de 1910. Em 1910 foi instalado a serraria e fábrica de papel da Southern Brazil Lumber & Colonization Companye, e, logo depois, em 1912, chegou o Ramal Ferroviário do Paranapanema, que, atravessou a fazenda Capão Bonito e possibilitou a fixação de moradores em torno da estação ferroviária de nome "Cachoeirinha".
Vivendo os ciclos econômicos do café produzido em grande escala na região do Norte Pioneiro do Paraná, e o ciclo da madeira, recebeu, a partir de 1916, imigrantes de origem espanhola e polonesa. Em 1925 entrou em operação a "fábrica-mãe", unidade industrial fabricadora de papel que mais tarde daria origem a Inpacel. Em 1929 foi construída uma capela católica, toda feita em madeira, que recebeu como padroeiro São João Batista.
Com o Decreto-Lei n.º 2.556, de 18 de dezembro de 1933, foi alterado a denominação de Cerrado para Cachoeirinha. Em 7 de março de 1934, Cachoeirinha passou a ser Distrito Administrativo de Jaguariaíva. Pelo decreto-lei estadual n.º 199, de 30 de dezembro de 1943, o distrito de Cachoeirinha passou a denominar-se Arapoti e o de São José a denominar-se Calógeras, em homenagem a João Pandiá Calógeras.

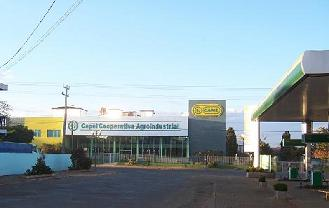
Cooperativa Agrícola de Arapoti.

Pela lei estadual n.º 253, de 26 de novembro de 1954, os distritos de Arapoti e Calógeras desmembraram-se do município de Jaguariaíva para formar um novo município. Foi instalado como município e cidade de Arapoti em 18 de dezembro de 1955.
Em 1960, foi a vez da imigração holandesa no município. Com a instalação de uma colônia holandesa formada por produtores rurais que visavam principalmente a produção de leite, foi possível fundar uma cooperativa, que deu origem a Cooperativa Agro-Industrial (CAPAL), integrante do grupo ABC do complexo Batavo. A partir da década de 1970 a cooperativa expandiu sua atuação e recebeu também muitos cooperados brasileiros. A iniciativa transformou o município de Arapoti em um pólo de alta tecnologia em agricultura e pecuária, com destaque para a produção de soja, milho, trigo, suínos, frangos e gado holandês leiteiro de alta linhagem.
Em 2 de dezembro de 1968 foi fundada a Cooperativa de Eletrificação Rural Arapoti Ltda, que passou a ser a Cooperativa de Infraestrutura de Arapoti - Ceral, e posteriormente Cooperativa de Distribuição de Energia Elétrica de Arapoti - Ceral-Dis, que foi responsável por levar a energia elétrica para a área rural.
Em 8 de dezembro de 1987 foi criada a comarca de Arapoti, por meio da Lei nº 8623, sendo instalada em 5 de novembro de 1988, compreendendo também o Distrito Judiciário de Calógeras, e tendo como primeiro juiz de direito Salvatore Antônio Astuti.
Em agosto de 1992 foi inaugurada a Arapoti Indústria de Papel S.A. (antiga Inpacel Indústria Ltda.). Com a instalação da unidade, fez surgir no município uma das mais modernas indústrias papeleiras do país na época. A unidade produz papéis revestidos de baixa gramatura e fibras termomecânicas de alto rendimento para mercado, sendo o papel utilizado para impressão de revistas e catálogos. A Inpacel foi comprada pela International Paper e, posteriormente, pela Stora Enso. Em 2007 a Stora Enso fechou parceria com a Arauco do Brasil, vendendo 20% da unidade fabril, 80% da unidade florestal e 100% da serraria. Em 2015 a chilena Papeles Bio Bio, atual BO Paper, adquiriu 80% da unidade industrial de Arapoti, o mesmo grupo que havia adquirido anteriormente a Pisa Papel de Imprensa S/A de Jaguariaíva, entre 2013 e 2014.

## Administração

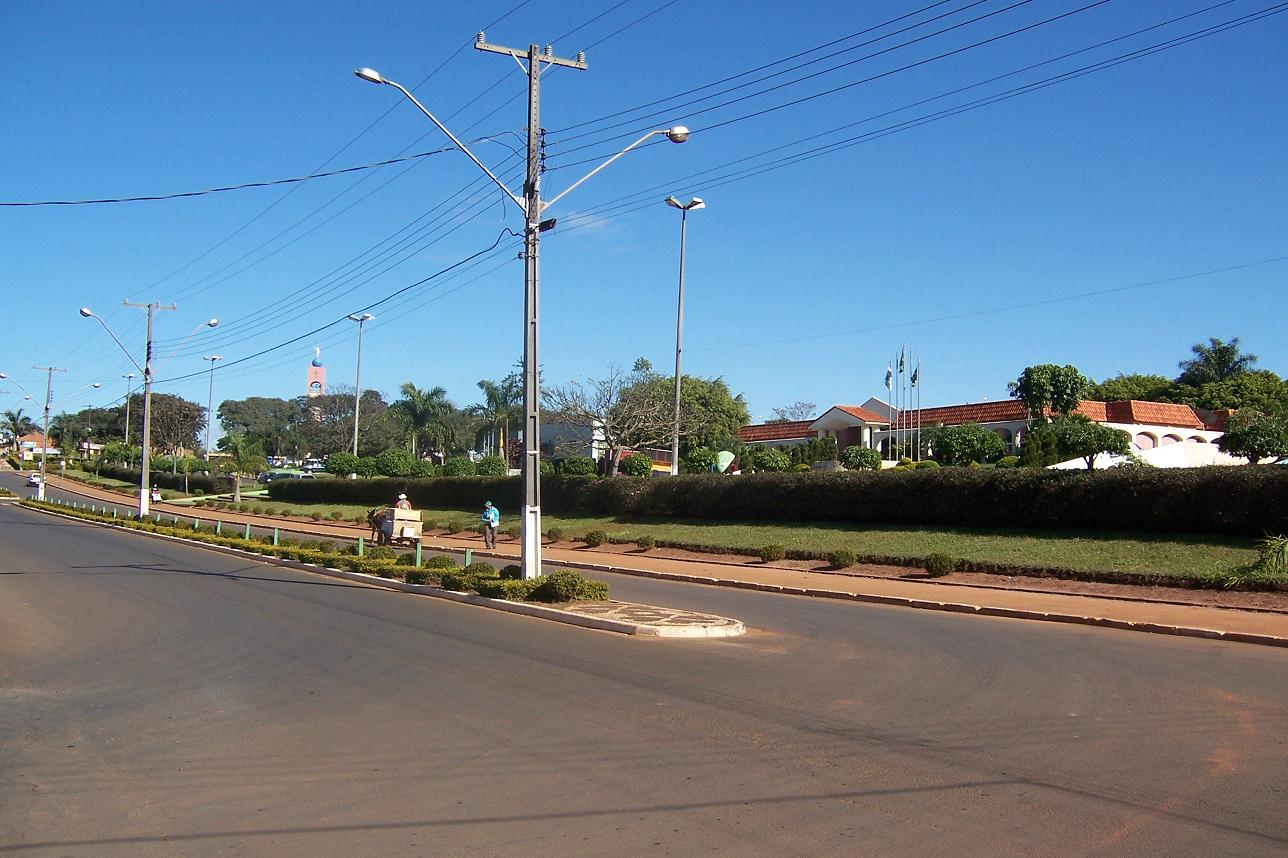
Avenida Avelino Vieira no centro da cidade, aos fundos a sede da prefeitura.

A administração municipal se dá pelos poderes executivo e legislativo. O atual prefeito é Irani Joé Barros (PSDB, 2021-2024). A sede administrativa do executivo é a prefeitura municipal, localizada no centro da cidade.

### Câmara municipal
A Câmara Municipal de Arapoti é o órgão legislativo do município, sendo representado por nove vereadores.

## Geografia

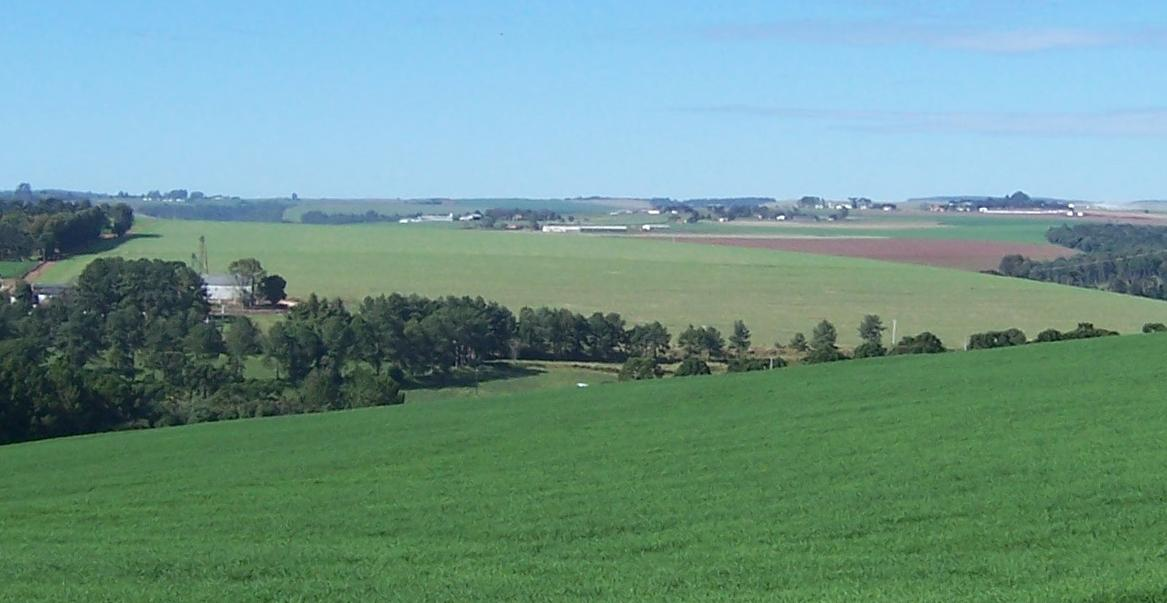
Plantação de soja na área rural do município.

Sua área é de 1 362,461quilômetros quadrados, representando 0,6826 % do estado, 0,2414 % da região e 0,016 % de todo o território brasileiro. Localiza-se a uma latitude 24º09'28" sul e a uma longitude 49º99'37" oeste, estando a uma altitude de 860 metros.

### Demografia
Dados do Censo - 2008
Mortalidade infantil até 1 ano (por mil): 25,7
Expectativa de vida (anos): 71,5
Taxa de fecundidade (filhos por mulher): 3,89
Taxa de Alfabetização: 88,65%
Índice de Desenvolvimento Humano (IDH-M): 0,761
- IDH-M Renda: 0,741
- IDH-M Longevidade: 0,686
- IDH-M Educação: 0,856

(Fonte: CNM)

#### Comunidades quilombolas
O município de Arapoti conta com três comunidades quilombolas localizadas na área rural: Comunidade Família Xavier; Comunidade Fazenda Bugre; Comunidade Calógeras. As duas primeiras são remanescentes da Fazenda Boa Vista e a última identifica-se como comunidade negra tradicional. As famílias buscam preservar a história e a cultura das comunidades e é comum encontrar costumes típicos como danças, músicas, comidas e artesanatos, além de um cemitério histórico e ruínas arquitetônicas.

#### Religião

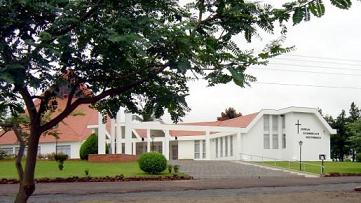
Igreja Evangélica Reformada no Brasil em Arapoti.

Além de contar com a grande maioria da população pertencente à Igreja Católica, também existe uma parcela da população que pertence ao protestantismo, de várias denominações como Presbiteriana, Batista, Igreja Evangélica Reformada, Assembleia de Deus, Congregação Cristã, entre outras. Também existem adeptos do espiritismo e ainda outras religiões minoritárias.

## Educação
Na rede estadual conta com cursos profissionalizantes no Colégio Agrícola (Centro Estadual de Educação Profissional - CEEP). Além da rede pública de ensino estadual e municipal, Arapoti conta também com quatro instituições de ensino particular de nível infantil, fundamental e médio.
No ensino superior o município conta com a Faculdade Educacional de Arapoti (Fati), campus Arapoti, associada a União Latino-Americana de Tecnologia (ULT).

## Turismo
Possui um roteiro de turismo cultural denominado Linha Verde, onde podem ser visitados inúmeros atrativos como a antiga sede da fazenda Capão Bonito, Parque Cachoeirinha, Casa da Cultura na antiga estação ferroviária, Feira do Produtor, o Moinho Holandês e a Colônia Holandesa. Cânions, rios e cachoeiras fazem parte do cenário rural da cidade, além de uma RPPN administrada pela Arauco Florestal, aberta ao público através de agendamentos. Os principais atrativos turísticos do municípios são:
- Chácara Casa Antiga, cuja sede foi construída por Telêmaco Carneiro de Mello, proprietário da Fazenda Capão Bonito e é conhecida como a primeira residência do município. » Localização: Jardim Ceres;
- Casa da Cultura Estação Ferroviária, uma construção de madeira que era a antiga Estação Ferroviária e possuía um acervo abrangente com pinturas, esculturas, publicações, objetos da Rede Ferroviária como telégrafo, faróis da Maria Fumaça, entre outros. Em 2017 o prédio foi destruído por um incêndio;[39]
- Moinho Holandês "O imigrante", construído em 2001 em homenagem à Colônia Holandesa, por tratar-se de um dos ícones mais conhecidos dos Países Baixos. Localização: Parque de Exposições CAPAL;

- Igrejinha (antiga igreja matriz);[38]
- Cachoeira Arauco;[38]
- Cachoeira do Chico;[38]
- Cachoeira da Fenda;[38]
- Cânion do Cerrado;[38][40]
- Cemitério de escravos e ruínas da Fazenda Boa Vista;[38]
- Museu da Imigração Holandesa - Casa dos Kok;[38]
- Museu do Trator;[38]
- Salto Cavalcânti;[41][42]

## Cultura

### Culinária
O prato típico do município de Arapoti é o lombo de festa. Desde da década de 1980 é servido nas festividades do município, como também na ceia de Natal e de Ano Novo. A origem do prato remete a herança da suinocultura em Arapoti. O lombo suíno é defumado, temperado e assado, servido com creme de soja.

## Esporte
No Campeonato Paranaense de Futebol de 1940, houve a participação do Guarani, ainda quando a cidade pertencia ao município de Jaguariaíva. Posteriormente houve a participação da Associação Atlética Arapoti.